# 柯
柯是壳斗科柯属的植物。俗名：石栎、青刚栎。
长椭圆状披针形叶子长8－12厘米，常全缘，叶下面老时无毛，略带灰白色。
分布于中国大陆的秦岭南坡以南各地等地，生长于海拔1,500米的地区，见于坡地杂木林中以及阳坡较常见，属中国原产的植物（非从国外引种）。

## 别名
石栎、椆、珠子栎（江苏） 槠子（江西）

## 延伸阅读
[在维基数据编辑]
 《欽定古今圖書集成·博物彙編·草木典·柯部》，出自陈梦雷《古今圖書集成》